# Championnat d'Europe féminin de football des moins de 17 ans 2013
Cet article traite de l'épreuve féminine. Pour la compétition masculine, voir Championnat d'Europe de football des moins de 17 ans 2013.
Navigation
Édition 2012 Édition 2014
La 6e édition du Championnat d'Europe de football féminin des moins de 17 ans  est un tournoi de football féminin dont la phase finale se déroule en Suisse en juin 2013.

## Tour de qualification
Les premiers de chaque groupe ainsi que les cinq meilleurs deuxièmes sont qualifiés pour le tour élite.
L'équipe organisatrice est indiquée en italique.

### Groupe 1
| Rang | Équipe   | Pts | J | G | N | P | Bp | Bc | Diff |  | Résultats (▼ dom., ► ext.) |  |     |      |     |
| ---- | -------- | --- | - | - | - | - | -- | -- | ---- |  | -------------------------- |  | --- | ---- | --- |
| 1    | Suisse   | 9   | 3 | 3 | 0 | 0 | 21 | 1  | +20  |  | Suisse                     |  | 2-1 | 11-0 | 8-0 |
| 2    | Belgique | 6   | 3 | 2 | 0 | 1 | 18 | 2  | +16  |  | Belgique                   |  |     | 9-0  | 8-0 |
| 3    | Bulgarie | 3   | 3 | 1 | 0 | 2 | 1  | 20 | -19  |  | Bulgarie                   |  |     |      | 1-0 |
| 4    | Moldavie | 0   | 3 | 0 | 0 | 3 | 0  | 17 | -17  |  | Moldavie                   |  |     |      |     |

### Groupe 2
| Rang | Équipe          | Pts | J | G | N | P | Bp | Bc | Diff |  | Résultats (▼ dom., ► ext.) |  |     |     |     |
| ---- | --------------- | --- | - | - | - | - | -- | -- | ---- |  | -------------------------- |  | --- | --- | --- |
| 1    | Irlande du Nord | 7   | 3 | 2 | 1 | 0 | 5  | 1  | +4   |  | Irlande du Nord            |  | 1-0 | 0-0 | 4-1 |
| 2    | Italie          | 6   | 3 | 2 | 0 | 1 | 9  | 2  | +7   |  | Italie                     |  |     | 4-1 | 5-0 |
| 3    | Angleterre      | 4   | 3 | 1 | 1 | 1 | 6  | 4  | +2   |  | Angleterre                 |  |     |     | 5-0 |
| 4    | Israël          | 0   | 3 | 0 | 0 | 3 | 1  | 14 | -13  |  | Israël                     |  |     |     |     |

### Groupe 3
| Rang | Équipe             | Pts | J | G | N | P | Bp | Bc | Diff |  | Résultats (▼ dom., ► ext.) |  |     |     |      |
| ---- | ------------------ | --- | - | - | - | - | -- | -- | ---- |  | -------------------------- |  | --- | --- | ---- |
| 1    | France             | 9   | 3 | 3 | 0 | 0 | 22 | 0  | +22  |  | France                     |  | 5-0 | 5-0 | 12-0 |
| 2    | Hongrie            | 4   | 3 | 1 | 1 | 1 | 12 | 8  | +4   |  | Hongrie                    |  |     | 3-3 | 9-0  |
| 3    | Bosnie-Herzégovine | 4   | 3 | 1 | 1 | 1 | 8  | 8  | 0    |  | Bosnie-Herzégovine         |  |     |     | 5-0  |
| 4    | Lituanie           | 0   | 3 | 0 | 0 | 3 | 0  | 26 | -26  |  | Lituanie                   |  |     |     |      |

### Groupe 4
| Rang | Équipe   | Pts | J | G | N | P | Bp | Bc | Diff |  | Résultats (▼ dom., ► ext.) |  |     |     |     |
| ---- | -------- | --- | - | - | - | - | -- | -- | ---- |  | -------------------------- |  | --- | --- | --- |
| 1    | Tchéquie | 9   | 3 | 3 | 0 | 0 | 9  | 0  | +9   |  | Tchéquie                   |  | 2-0 | 4-0 | 3-0 |
| 2    | Islande  | 6   | 3 | 2 | 0 | 1 | 8  | 3  | +5   |  | Islande                    |  |     | 3-0 | 5-1 |
| 3    | Slovénie | 3   | 3 | 1 | 0 | 2 | 3  | 7  | -4   |  | Slovénie                   |  |     |     | 3-0 |
| 4    | Estonie  | 0   | 3 | 0 | 0 | 3 | 1  | 11 | -10  |  | Estonie                    |  |     |     |     |

### Groupe 5
| Rang | Équipe            | Pts | J | G | N | P | Bp | Bc | Diff |  | Résultats (▼ dom., ► ext.) |  |     |     |     |
| ---- | ----------------- | --- | - | - | - | - | -- | -- | ---- |  | -------------------------- |  | --- | --- | --- |
| 1    | Danemark          | 9   | 3 | 3 | 0 | 0 | 12 | 0  | +12  |  | Danemark                   |  | 6-0 | 2-0 | 4-0 |
| 2    | Serbie            | 6   | 3 | 2 | 0 | 1 | 7  | 8  | -1   |  | Serbie                     |  |     | 3-2 | 4-0 |
| 3    | Écosse            | 3   | 3 | 1 | 0 | 2 | 9  | 5  | +4   |  | Écosse                     |  |     |     | 7-0 |
| 4    | Macédoine du Nord | 0   | 3 | 0 | 0 | 3 | 0  | 15 | -15  |  | Macédoine du Nord          |  |     |     |     |

### Groupe 6
| Rang | Équipe      | Pts | J | G | N | P | Bp | Bc | Diff |  | Résultats (▼ dom., ► ext.) |  |     |     |      |
| ---- | ----------- | --- | - | - | - | - | -- | -- | ---- |  | -------------------------- |  | --- | --- | ---- |
| 1    | Suède       | 7   | 3 | 2 | 1 | 0 | 18 | 3  | +15  |  | Suède                      |  | 2-2 | 7-1 | 9-0  |
| 2    | Autriche    | 7   | 3 | 2 | 1 | 0 | 16 | 3  | +13  |  | Autriche                   |  |     | 4-1 | 10-0 |
| 3    | Azerbaïdjan | 3   | 3 | 1 | 0 | 2 | 8  | 11 | -3   |  | Azerbaïdjan                |  |     |     | 6-0  |
| 4    | Croatie     | 0   | 3 | 0 | 0 | 3 | 0  | 25 | -25  |  | Croatie                    |  |     |     |      |

### Groupe 7
| Rang | Équipe    | Pts | J | G | N | P | Bp | Bc | Diff |  | Résultats (▼ dom., ► ext.) |  |     |     |     |
| ---- | --------- | --- | - | - | - | - | -- | -- | ---- |  | -------------------------- |  | --- | --- | --- |
| 1    | Allemagne | 7   | 3 | 2 | 1 | 0 | 13 | 2  | +11  |  | Allemagne                  |  | 7-1 | 1-1 | 5-0 |
| 2    | Russie    | 6   | 3 | 2 | 0 | 1 | 9  | 9  | 0    |  | Russie                     |  |     | 2-1 | 6-1 |
| 3    | Grèce     | 4   | 3 | 1 | 1 | 1 | 3  | 3  | 0    |  | Grèce                      |  |     |     | 1-0 |
| 4    | Roumanie  | 0   | 3 | 0 | 0 | 3 | 1  | 12 | -11  |  | Roumanie                   |  |     |     |     |

### Groupe 8
| Rang | Équipe     | Pts | J | G | N | P | Bp | Bc | Diff |  | Résultats (▼ dom., ► ext.) |  |      |      |      |
| ---- | ---------- | --- | - | - | - | - | -- | -- | ---- |  | -------------------------- |  | ---- | ---- | ---- |
| 1    | Pays-Bas   | 9   | 3 | 3 | 0 | 0 | 42 | 0  | +42  |  | Pays-Bas                   |  | 15-0 | 16-0 | 11-0 |
| 2    | Monténégro | 6   | 3 | 2 | 0 | 1 | 5  | 16 | -11  |  | Monténégro                 |  |      | 1-0  | 4-1  |
| 3    | Ukraine    | 3   | 3 | 1 | 0 | 2 | 6  | 17 | -11  |  | Ukraine                    |  |      |      | 6-0  |
| 4    | Kazakhstan | 0   | 3 | 0 | 0 | 3 | 1  | 21 | -20  |  | Kazakhstan                 |  |      |      |      |

### Groupe 9
| Rang | Équipe      | Pts | J | G | N | P | Bp | Bc | Diff |  | Résultats (▼ dom., ► ext.) |  |     |     |      |
| ---- | ----------- | --- | - | - | - | - | -- | -- | ---- |  | -------------------------- |  | --- | --- | ---- |
| 1    | Irlande     | 9   | 3 | 3 | 0 | 0 | 12 | 1  | +11  |  | Irlande                    |  | 2-1 | 3-0 | 7-0  |
| 2    | Finlande    | 6   | 3 | 2 | 0 | 1 | 15 | 2  | +13  |  | Finlande                   |  |     | 3-0 | 11-0 |
| 3    | Biélorussie | 3   | 3 | 1 | 0 | 2 | 4  | 7  | -3   |  | Biélorussie                |  |     |     | 4-1  |
| 4    | Géorgie     | 0   | 3 | 0 | 0 | 3 | 1  | 22 | -21  |  | Géorgie                    |  |     |     |      |

### Groupe 10
| Rang | Équipe         | Pts | J | G | N | P | Bp | Bc | Diff |  | Résultats (▼ dom., ► ext.) |  |     |     |     |
| ---- | -------------- | --- | - | - | - | - | -- | -- | ---- |  | -------------------------- |  | --- | --- | --- |
| 1    | Norvège        | 9   | 3 | 3 | 0 | 0 | 18 | 1  | +17  |  | Norvège                    |  | 5-1 | 5-0 | 8-0 |
| 2    | Turquie        | 6   | 3 | 2 | 0 | 1 | 4  | 5  | -1   |  | Turquie                    |  |     | 2-0 | 1-0 |
| 3    | Pays de Galles | 3   | 3 | 1 | 0 | 2 | 4  | 7  | -3   |  | Pays de Galles             |  |     |     | 4-0 |
| 4    | Lettonie       | 0   | 3 | 0 | 0 | 3 | 0  | 13 | -13  |  | Lettonie                   |  |     |     |     |

### Groupe 11
| Rang | Équipe     | Pts | J | G | N | P | Bp | Bc | Diff |  | Résultats (▼ dom., ► ext.) |  |     |     |     |
| ---- | ---------- | --- | - | - | - | - | -- | -- | ---- |  | -------------------------- |  | --- | --- | --- |
| 1    | Espagne    | 9   | 3 | 3 | 0 | 0 | 15 | 0  | +15  |  | Espagne                    |  | 3-0 | 4-0 | 8-0 |
| 2    | Pologne    | 6   | 3 | 2 | 0 | 1 | 7  | 3  | +4   |  | Pologne                    |  |     | 4-0 | 3-0 |
| 3    | Slovaquie  | 3   | 3 | 1 | 0 | 2 | 4  | 9  | -5   |  | Slovaquie                  |  |     |     | 4-1 |
| 4    | Îles Féroé | 0   | 3 | 0 | 0 | 3 | 1  | 15 | -14  |  | Îles Féroé                 |  |     |     |     |

## Tour élite
Les 16 équipes sont réparties en quatre groupes de quatre, les premiers de chaque groupe se qualifient pour la phase finale.
L'équipe organisatrice est indiquée en italique.

### Groupe 1
| Rang | Équipe    | Pts | J | G | N | P | Bp | Bc | Diff |  | Résultats (▼ dom., ► ext.) |  |     |     |     |
| ---- | --------- | --- | - | - | - | - | -- | -- | ---- |  | -------------------------- |  | --- | --- | --- |
| 1    | Belgique  | 5   | 3 | 1 | 2 | 0 | 4  | 1  | +3   |  | Belgique                   |  | 1-1 | 0-0 | 3-0 |
| 2    | Danemark  | 5   | 3 | 1 | 2 | 0 | 5  | 4  | +1   |  | Danemark                   |  |     | 2-1 | 2-2 |
| 3    | Allemagne | 4   | 3 | 1 | 1 | 1 | 6  | 3  | +3   |  | Allemagne                  |  |     |     | 5-1 |
| 4    | Pays-Bas  | 1   | 3 | 0 | 1 | 2 | 3  | 10 | -7   |  | Pays-Bas                   |  |     |     |     |

### Groupe 2
Les deux derniers matchs devaient être joués le 31 mars 2013, mais ont été annulés à cause d'importantes chutes de neige. 
Ils ont été joués le 14 avril 2013.
| Rang | Équipe   | Pts | J | G | N | P | Bp | Bc | Diff |  | Résultats (▼ dom., ► ext.) |  |     |     |     |
| ---- | -------- | --- | - | - | - | - | -- | -- | ---- |  | -------------------------- |  | --- | --- | --- |
| 1    | Pologne  | 7   | 3 | 2 | 1 | 0 | 6  | 2  | +4   |  | Pologne                    |  | 3-0 | 1-1 | 2-1 |
| 2    | Norvège  | 4   | 3 | 1 | 1 | 1 | 2  | 3  | -1   |  | Norvège                    |  |     | 2-0 | 0-0 |
| 3    | Autriche | 4   | 3 | 1 | 1 | 1 | 5  | 4  | +1   |  | Autriche                   |  |     |     | 4-1 |
| 4    | Irlande  | 1   | 3 | 0 | 1 | 2 | 2  | 6  | -4   |  | Irlande                    |  |     |     |     |

### Groupe 3
| Rang | Équipe          | Pts | J | G | N | P | Bp | Bc | Diff |  | Résultats (▼ dom., ► ext.) |  |     |     |     |
| ---- | --------------- | --- | - | - | - | - | -- | -- | ---- |  | -------------------------- |  | --- | --- | --- |
| 1    | Espagne         | 7   | 3 | 2 | 1 | 0 | 6  | 1  | +5   |  | Espagne                    |  | 1-1 | 2-0 | 3-0 |
| 2    | France          | 7   | 3 | 2 | 1 | 0 | 6  | 2  | +4   |  | France                     |  |     | 3-1 | 2-0 |
| 3    | Irlande du Nord | 3   | 3 | 1 | 0 | 2 | 2  | 5  | -3   |  | Irlande du Nord            |  |     |     | 1-0 |
| 4    | Finlande        | 0   | 3 | 0 | 0 | 3 | 0  | 6  | -6   |  | Finlande                   |  |     |     |     |

### Groupe 4
| Rang | Équipe   | Pts | J | G | N | P | Bp | Bc | Diff |  | Résultats (▼ dom., ► ext.) |  |     |     |     |
| ---- | -------- | --- | - | - | - | - | -- | -- | ---- |  | -------------------------- |  | --- | --- | --- |
| 1    | Suède    | 6   | 3 | 2 | 0 | 1 | 3  | 2  | +1   |  | Suède                      |  | 2-1 | 0-1 | 1-0 |
| 2    | Tchéquie | 4   | 3 | 1 | 1 | 1 | 5  | 4  | +1   |  | Tchéquie                   |  |     | 2-2 | 2-0 |
| 3    | Italie   | 4   | 3 | 1 | 1 | 1 | 4  | 4  | 0    |  | Italie                     |  |     |     | 1-2 |
| 4    | Suisse   | 3   | 3 | 1 | 0 | 2 | 2  | 4  | -2   |  | Suisse                     |  |     |     |     |

## Tournoi final
|  | Demi-finales | Demi-finales |                        |       | Finale | Finale |
|  | Demi-finales | Demi-finales |                        |       | Finale | Finale |
|  |              |              |                        |       |        |        |
|  |              |              |                        |       |        |        |
|  |              |              |                        |       |        |        |
|  | Belgique     | 1            |                        |       |        |        |
|  | Belgique     | 1            |                        |       |        |        |
|  | Pologne      | 3            |                        |       |        |        |
|  | Pologne      | 3            | Pologne                | 1     |        |        |
|  |              |              | Pologne                | 1     |        |        |
|  |              | Suède        | 0                      |       |        |        |
|  | Espagne      | Suède        | 0                      | 2 (4) |        |        |
|  | Espagne      |              |                        | 2 (4) |        |        |
|  | Suède        | 2 tab(5)     |                        |       |        |        |
|  | Suède        | 2 tab(5)     | Match pour la 3e place |       |        |        |
|  |              |              |                        |       |        |        |
|  |              |              |                        |       |        |        |
|  |              |              |                        |       |        |        |
|  | Belgique     | 0            |                        |       |        |        |
|  | Belgique     | 0            |                        |       |        |        |
|  | Espagne      | 4            |                        |       |        |        |
|  | Espagne      | 4            |                        |       |        |        |

### Demi-finales
| 25 juin 2013 | Belgique      | 1 – 3 | Pologne                           | Stade Colovray, Nyon      |                           |
|              | De Caigny 29e |       | Konat 25e · Dudek 43e · Pajor 67e | Arbitrage : Vesna Budimir | Arbitrage : Vesna Budimir |
|              | Rapport       |       |                                   | Arbitrage : Vesna Budimir | Arbitrage : Vesna Budimir |

| 25 juin 2013                                             | Espagne                | 2 – 2                                                              | Suède                           | Stade Colovray, Nyon    |                         |
|                                                          | García 26e · Torre 75e |                                                                    | Blackstenius 27e · Karlsson 62e | Arbitrage : Ivana Vlaić | Arbitrage : Ivana Vlaić |
|                                                          | Rapport                |                                                                    |                                 | Arbitrage : Ivana Vlaić | Arbitrage : Ivana Vlaić |
| Perea · Torre · Caldentey · Guijarro · Sánchez · Garrote | Tirs au but 4 – 5      | Andersson · Blackstenius · Strömberg · Angeldal · Björn · Holmgren |                                 | Arbitrage : Ivana Vlaić | Arbitrage : Ivana Vlaić |

### Match pour la troisième place
| 28 juin 2013 | Belgique | 0 – 4 | Espagne                                                         | Stade Colovray, Nyon    |                         |
|              |          |       | Baetens 21e (csc) · García 31e · Caldentey 40+2e · Guijarro 57e | Arbitrage : Ivana Vlaić | Arbitrage : Ivana Vlaić |
|              | Rapport  |       |                                                                 | Arbitrage : Ivana Vlaić | Arbitrage : Ivana Vlaić |

### Finale
| 28 juin 2013 | Pologne     | 1 – 0 | Suède | Stade Colovray, Nyon      |                           |
|              | Kamczyk 15e |       |       | Arbitrage : Vesna Budimir | Arbitrage : Vesna Budimir |
|              | Rapport     |       |       | Arbitrage : Vesna Budimir | Arbitrage : Vesna Budimir |